# بنجامين رايت
بنجامين رايت (بالإنجليزية: Benjamin Wright)‏ هو مهندس مدني ومهندس أمريكي، ولد في 10 أكتوبر 1770 في Wethersfield, Connecticut ‏ في الولايات المتحدة، وتوفي في 24 أغسطس 1842.

## وصلات خارجية
- بنجامين رايت على موقع الموسوعة البريطانية (الإنجليزية)